# Endophragmiella lignicola
Endophragmiella lignicola är en svampart som beskrevs av S. Hughes 1979. Endophragmiella lignicola ingår i släktet Endophragmiella och familjen Helminthosphaeriaceae.   Inga underarter finns listade i Catalogue of Life.